# Erol Dora
Erol Dora, né le 2 février 1964 près de Silopi, est un avocat et homme politique turc issu de la communauté chrétienne syriaque orthodoxe,.

## Biographie
Né dans le village assyrien de Hassana (Kösreli en turc), à l'époque dans la province de Mardin (aujourd'hui dans celle de Şırnak), Erol Dora a fait ses études primaires et secondaires à Istanbul. Il a ensuite étudié le droit à Ankara et a exercé la profession d'avocat jusqu'en 2011. Il est marié, a trois enfants et parle, outre le néo-araméen central (turoyo), sa langue maternelle, le turc, le kurmandji, l'anglais et l'arménien.
Candidat aux élections législatives turques de 2011, mais soutenu par le Parti de la paix et de la démocratie (BDP, progressiste pro-kurde),  il a été élu, devenant ainsi le premier député chrétien de la Grande assemblée nationale de Turquie depuis 1960, premier député non-musulman depuis 1999.  